# Ross Bluff
Das Ross Bluff ist ein 750 m hohes, exponiertes Felsenkliff auf der Insel Heard im südlichen Indischen Ozean. Es ragt im Winston-Gletscher auf.
Namensgeber ist D. L. Ross, Pilot eines Hughes-500-Hubschraubers bei einer Vermessungskampagne der Insel Heard im Jahr 1980.